# Фатма-ханым Ани
Фатма-ханым Ани (азерб. Fatma xanım Ani; XVII, Стамбул, Османская империя — 1710—1711, Енишехир, Османская империя) — азербайджанская поэтесса XVII века.

## Биография
Фатма-ханым Ани была дочерью Хаджа Сададдина Хусейнджана из Тебриза. Она родилась, выросла и получила образование в городе Стамбул. Предполагается, что у нее был диван собственных стихов. Фатма-ханым Ани скончалась в промежутке 1710—1711 годов в Енишехире.